# Liceum Ogólnokształcące św. Marii Magdaleny w Poznaniu

Liceum odznaczone Krzyżem Kawalerskim Orderu Odrodzenia Polski

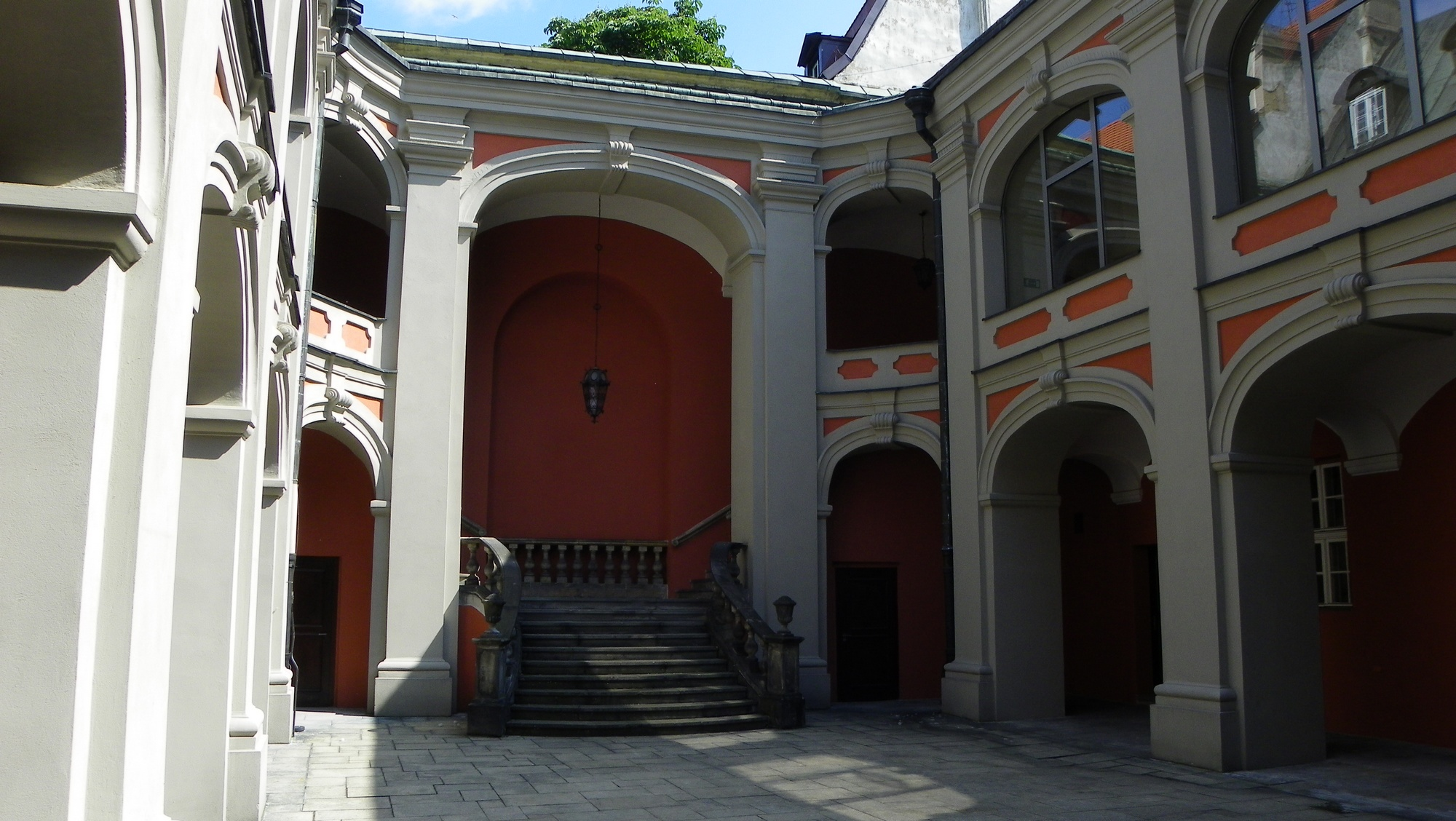
Dziedziniec dawnej siedziby szkoły, dziś zajmowanej przez Szkołę Baletową

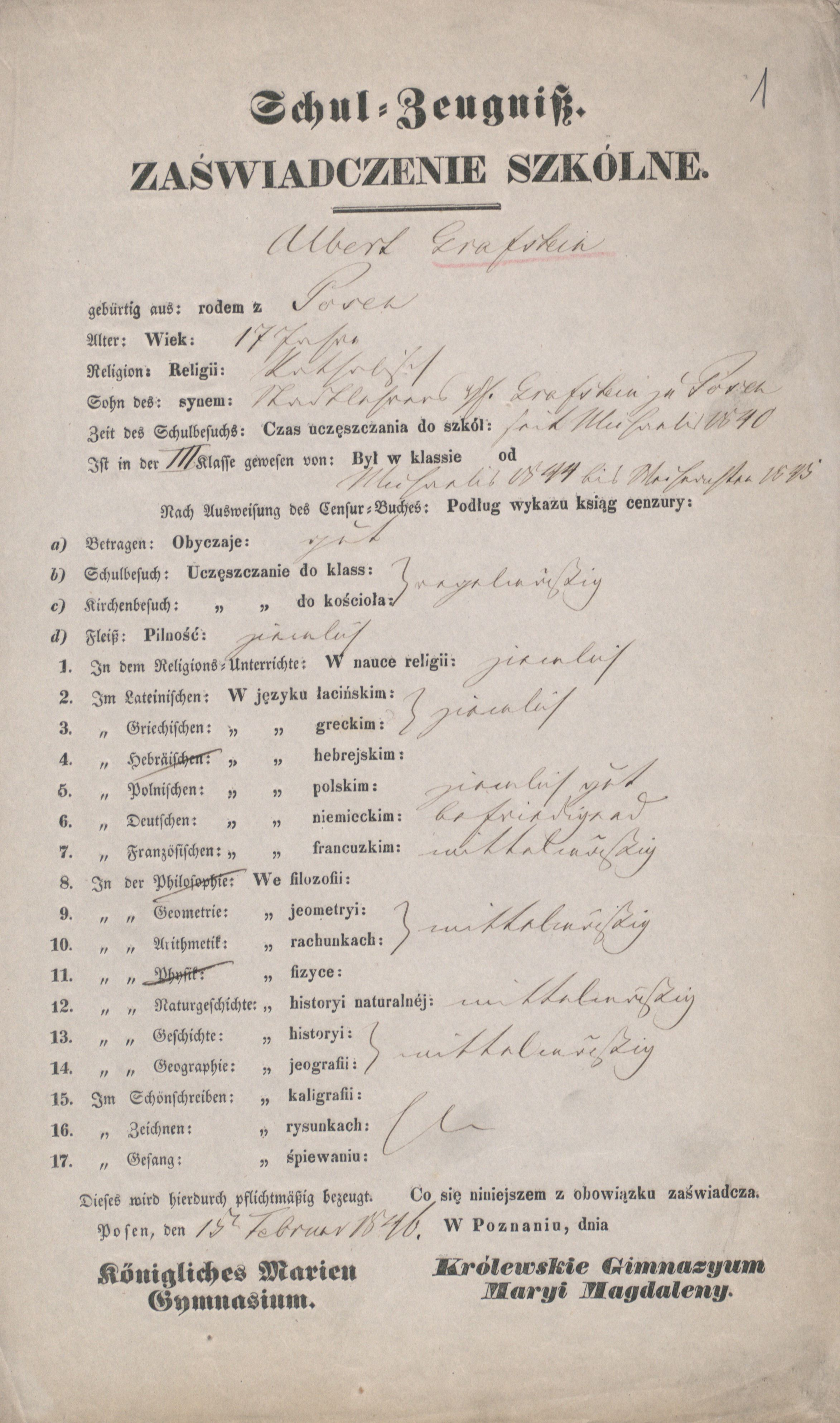
Świadectwo ucznia Gimnazjum Marii Magdaleny w Poznaniu z 1846

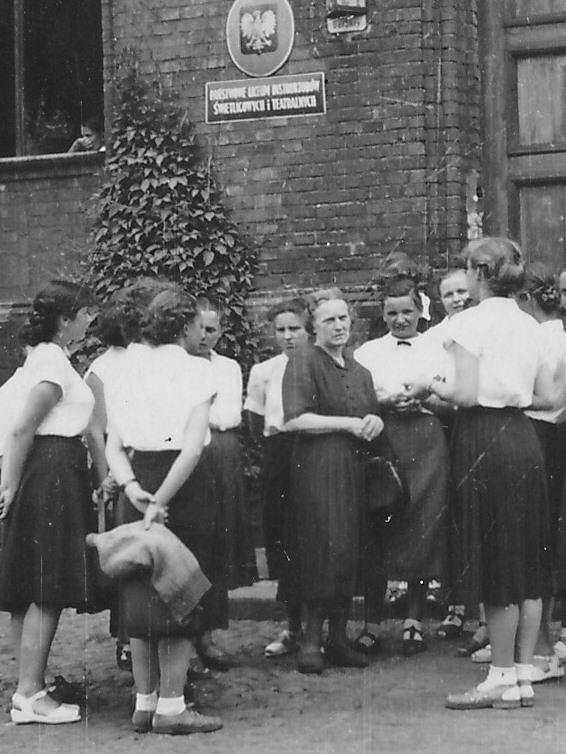
Dr Maria Łowmiańska z uczennicami przed budynkiem VII Liceum Ogólnokształcące im. Dąbrówki w Poznaniu, dzisiejszej siedziby Marynki (Poznań, 1953)

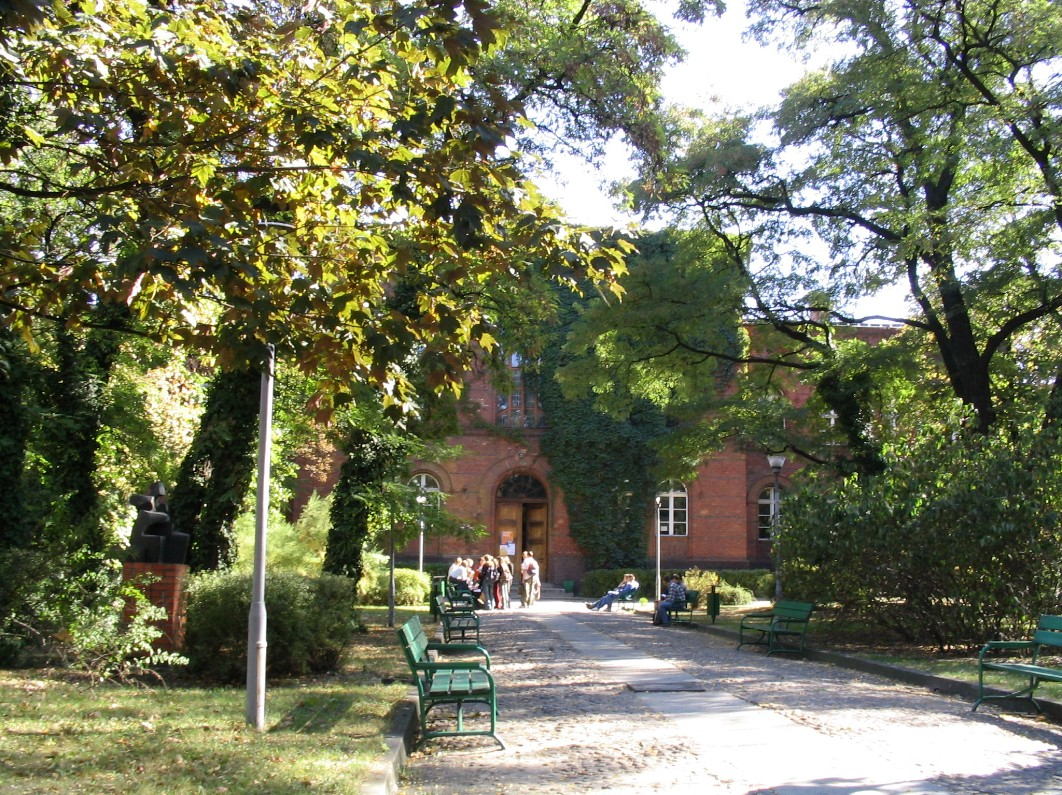
Widok na liceum latem

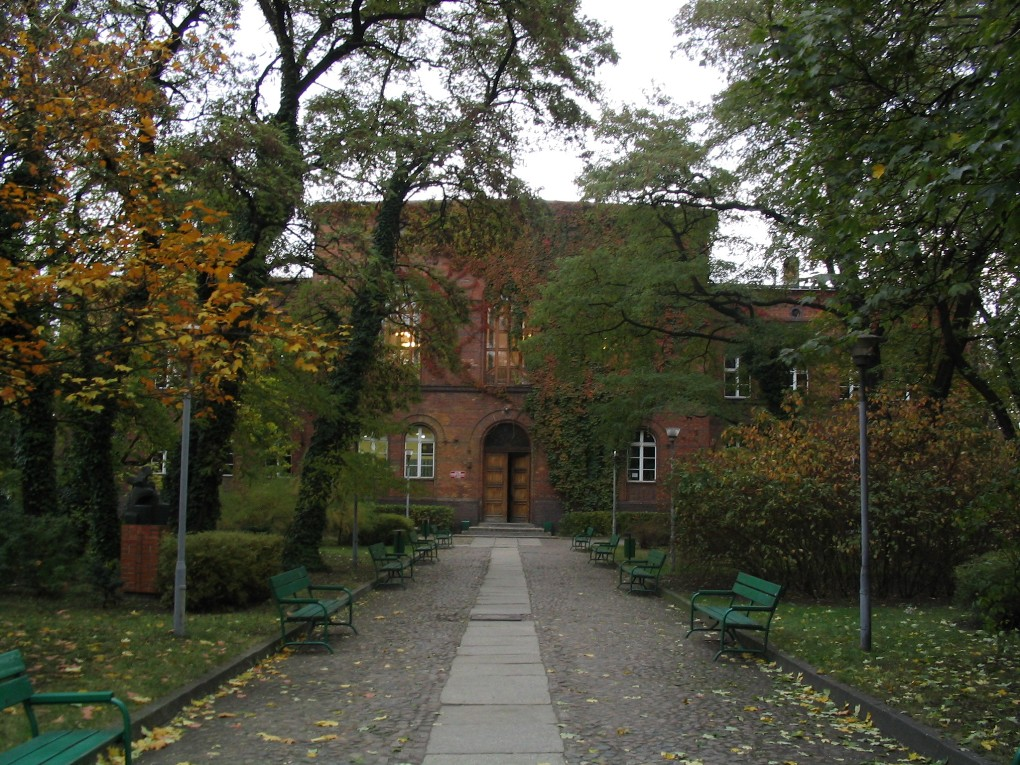
Widok na liceum jesienią

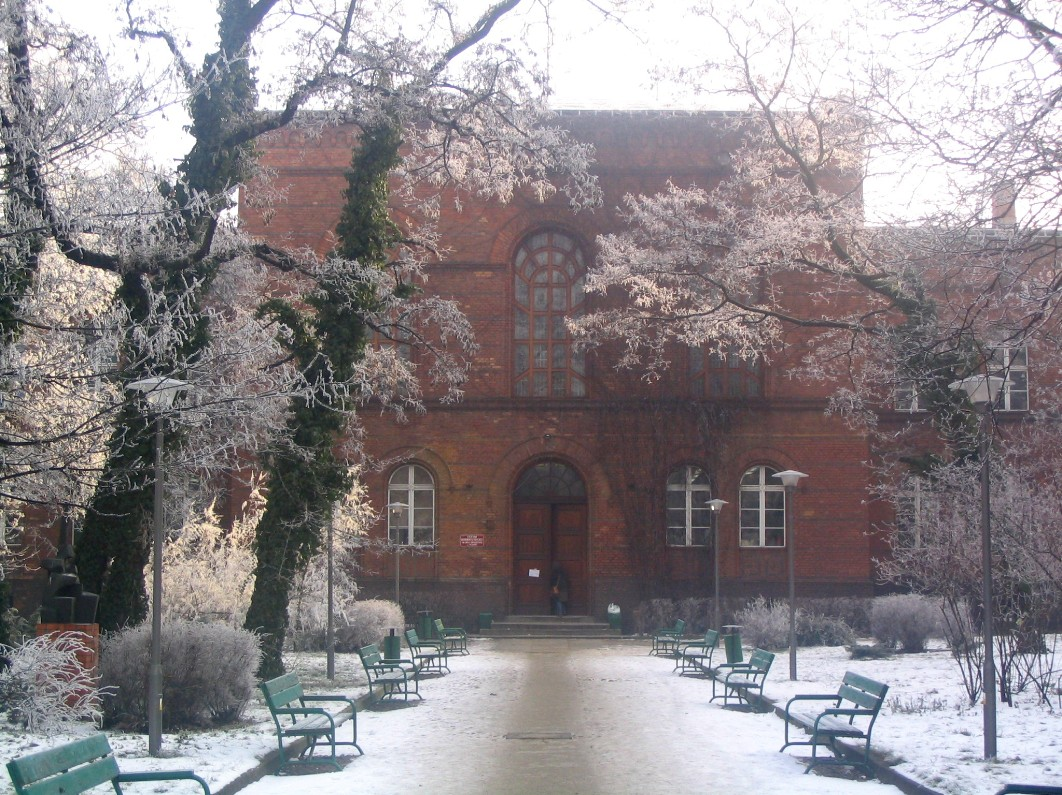
Widok na liceum zimą

Liceum Ogólnokształcące św. Marii Magdaleny w Poznaniu (Ad sanctam Mariam Magdalenam, nazywane też Marynką) – najstarsza poznańska szkoła ponadpodstawowa, zlokalizowana w zabytkowym budynku przy ul. Garbary 24. Przez niektórych historyków (m.in. prof. Zygmunta Borasa) uważana za najstarszą świecką szkołę polską działającą do dziś.

## Historia

### Utworzenie
Data powstania szkoły jest sporna. Władze placówki przyjmują za jej początek założenie w 1303 r. szkoły przy ówczesnej poznańskiej farze – kolegiacie św. Marii Magdaleny (stąd nazwa) za pozwoleniem biskupa Andrzeja Zaremby z 1302 r.. Patronem tej szkoły był prawdopodobnie św. Tomasz z Akwinu, który patronował całemu podstawowemu szkolnictwu w średniowieczu. Szkoła w okresie renesansu cieszyła się złą sławą. Miało to mieć związek z odbywającymi się w niej wykładami osób związanych z ruchem protestanckim (m.in. Grzegorz Paweł z Brzezin), co prowadziło do incydentów na tle religijnym.
Po sprowadzeniu jezuitów do Poznania powstało Kolegium Jezuickie, które przejęło kościół, szkołę i kilka innych budynków. Szkołę otwarto 25 czerwca 1573; ta data jest podawana jako oficjalna data założenia w zestawieniu Stowarzyszenia Najstarszych Szkół. Problematyczne jest utożsamienie dawnej szkoły parafialnej z Kolegium, ponieważ ta pierwsza działała odeń niezależnie do 1579 r., w którym przekazano kolegium budynek szkoły kolegiackiej.
Po kasacji zakonu jezuitów w 1773 r. formalnie zlikwidowane Kolegium Jezuickie przekształcono w szkołę wydziałową. Przedstawiciele Komisji Edukacji Narodowej zalecili rektorowi Kolegium, Adamowi Chrzanowskiemu, sporządzenie opisu majątku. Zniesiono katedry teologii i filozofii, jednak zatrzymano czterech nauczycieli, którzy kontynuowali prowadzenie zajęć. Spora liczba uczniów miała wówczas przenieść się do Akademii Lubrańskiego. Były jezuita Józef Feliks Rogaliński podjął próbę zabezpieczenia mienia jezuickiego i reorganizacji zajęć dydaktycznych w budynkach Kolegium, zwracając się w 1774 r. do Komisji Edukacji Narodowej z projektem utworzenia w Poznaniu Akademii Wielkopolskiej. Wizytator Komisji Antoni Poniński proponował urządzenie szkoły wyższej w budynkach Kolegium, a w Akademii Lubrańskiego szkoły wydziałowej. Mimo zebranych funduszy, wyznaczenia rektora (Józefa Rogalińskiego), zatrudnienia wykładowców i rozpoczęcia zajęć w 1774 r. Komisja nie zdecydowała się na utworzenie szkoły wyższej. Po likwidacji Akademii Lubrańskiego w 1780 r. cały jej majątek, bibliotekę i uczniów przeniesiono do gmachu byłego Kolegium Jezuickiego i utworzono w 1781 r. szkołę wydziałową na bazie obu szkół. Rogaliński złożył dymisję, pozostając emerytowanym profesorem szkoły. Po wkroczeniu wojsk pruskich w 1793 r. utrzymano kadrę szkoły wydziałowej i jej emerytowanych profesorów wywodzących się jeszcze z Kolegium Jezuickiego.

### XIX i XX wiek
Począwszy od 1802 r. placówkę zaczęto dostosowywać do standardów szkolnictwa pruskiego, zgodnie z reskryptem z kwietnia 1799 r.. W 1828 r. miał tu gościć Fryderyk Chopin, który koncertował w byłym Kolegium jezuickim (dzisiejszym Urzędzie Miasta Poznania). W 1834 r. szkołę podzielono na dwa gimnazja – gimnazjum Fryderyka Wilhelma dla protestantów (dzisiejsze III Liceum Ogólnokształcące im. św. Jana Kantego w Poznaniu) i gimnazjum św. Marii Magdaleny dla katolików. Tym samym otrzymała ona nazwę, nawiązującą do nieistniejącej już kolegiaty pod wezwaniem Marii Magdaleny lub do współczesnej pojezuickiej kolegiaty z tą samą patronką. W następstwie nieudanego ataku na poznańską cytadelę w 1846 r. i uwięzienia uczniów gimnazjum, należących do spisku, uległy wobec władzy pruskiej rektor gimnazjum ks. Jakub Prabucki wydał nakaz nauczycielom, by przeprowadzili rewizję w prywatnych mieszkaniach uczniowskich. Nauczyciele, którzy odmówili wykonania tego rozkazu (m.in. August Wannowski, Hipolit Cegielski, Antoni Oppeln-Bronikowski) zostali zwolnieni z pracy. W 1858 r. władze przeniosły szkołę z ul. Gołębiej (budynek zajmowany obecnie przez szkołę baletową) do budynku zaprojektowanego przez Friedricha Butzke, zlokalizowanego przy Placu Bernardyńskim. Po powstaniu styczniowym władze pruskie zamknęły gimnazjum w Trzemiesznie. Rektor Johann Brettner zatrudnił wówczas w gimnazjum św. Marii Magdaleny jego nauczycieli (m.in. Antoniego Jerzykowskiego) wraz z rektorem. Śmierć rektora Roberta Engera, który opierał się przed wydaleniem uczniów podejrzanych o spiskowanie i wykluczeniem języka polskiego spośród języków wykładowych gimnazjum, poprzedziła lata intensywnej germanizacji. W tym okresie znaczna część biblioteki, zawierającej starodruki i rękopisy byłego Kolegium Jezuickiego, uległa rozproszeniu. 23 czerwca 1873 świętowano rocznicę 300-lecia szkoły. Z powodu niedopuszczenia do głosu polskojęzycznych absolwentów, równolegle zorganizowano obchody w Bazarze, w trakcie których uczestnicy wysłuchali przemówienia wychowanka szkoły, Karola Libelta.
Przejęcie szkoły przez polską administrację nastąpiło w 1919 r., a jej rektorem został dotychczasowy prefekt, ks. Julian Janicki. W 1929 r. Ministerstwo Wyznań Religijnych i Oświecenia Publicznego zezwoliło na rekwizycję wszystkich starych druków i rękopisów biblioteki gimnazjalnej (od XV do XVIII wieku i niektórych druków z lat 1800–1830) przez nowo powstały Uniwersytet im. Adama Mickiewicza. W 1929 r. na etacie woźnego prowizorycznego zatrudniony został Władysław Filipiak, powstaniec wielkopolski i bohater wojny z bolszewikami, odznaczony Orderem Virtuti Militari. 22 kwietnia 1939 prezydent Ignacy Mościcki nadał Państwowemu Liceum i Gimnazjum Św. Marii Magdaleny Krzyż Kawalerski Orderu Odrodzenia Polski „za wybitne zasługi na polu wielowiekowej pracy wychowawczej dla wielu pokoleń”. Nadanie orderu połączono z odsłonięciem w kościele św. Franciszka tablicy pamięci wychowanków szkoły poległych w wojnie polsko-bolszewickiej.
Po II wojnie światowej grono pedagogiczne oraz uczniowie mieli opinię przeciwników nowych władz. Po rzekomym zabójstwie politycznym dokonanym 23 stycznia 1947 przez uczniów na koledze, w 1950 r. szkoła została zamknięta. W ciągu tygodnia oskarżonych skazano na karę śmierci. W 1997 r. zostali zrehabilitowani. W latach 1948–1979 w budynku szkoły przy placu Bernardyńskim działało VII Liceum Ogólnokształcące im. Dąbrówki.

### Współczesność
Od 1958 r. o szkołę walczył Związek byłych uczniów Gimnazjum Św. Marii Magdaleny (dziś Stowarzyszenie Absolwentów Gimnazjum i Liceum św. Marii Magdaleny). Z prywatnych pieniędzy wyremontowano budynki. Placówka, jako Liceum Ogólnokształcące św. Marii Magdaleny, została reaktywowana 1 września 1990. Nawiązując do średniowiecznych tradycji szkoła utworzyła Bractwo św. Tomasza z Akwinu (dziś już nieistniejące), którego członkami byli uczniowie. Jego celem było propagowanie samoulepszania, dyskusja o edukacji i współczesności. Przewodniczył mu ówczesny wicedyrektor Jerzy Sokół.

## Dyrekcja
Akademia Wielkopolska (1774–1781)
- 1774–1781 – ks. Józef Feliks Rogaliński

Szkoła wydziałowa (1781–1793)
- 1781–1784 – ks. Jan Paprocki
- 1784–1793 – ks. Józef Przyłuski

Gimnazjum poznańskie (1793–1815)
- 1793–1802 – ks. Józef Przyłuski
- 1802–1807 – E.W.A. Wolfram
- 1809–1812 – ks. Jan Gorczyczewski
- 1812–1815 – ks. Ignacy Przybylski

Königliches Marien-Gymnasium (1815–1918)
- 1815–1824 – Jan Samuel Kaulfuss
- 1824–1831 – Johann Friedrich Jacob, Michał Stoc
- 1831–1842 – Michał Stoc
- 1842–1846 – ks. dr Jakub Prabucki
- 1846–1866 – dr Johann Brettner
- 1866–1873 – dr Robert Enger
- 1873–1878 – dr August Uppenkamp
- 1878–1883 – dr Hermann Deiters
- 1883–1895 – Otto Meinertz
- 1895–1912 – Heinrich Schröer
- 1912–1919 – Egon Heinrich Huckert

Gimnazjum św. Marii Magdaleny (1919–1950)
- 1919–1920 – ks. Julian Janicki
- 1920–1930 – Dezydery Ostrowski
- 1930–1937 – Benedykt Stanisław Bińkowski
- 1937–1939 – Jan Duda
- 1945–1950 – Mieczysław Dubas

Liceum Ogólnokształcące św. Marii Magdaleny (1990–)
- 1990–1994 – Michał Ratajczak
- 1994–2018 – Lucyna Woch
- od 2018 – Jerzy Sokół[33]

## Miejsce w rankingach
Miejsce w rankingu liceów sporządzanym przez portal WaszaEdukacja.pl
- 2017 – 4. miejsce w Poznaniu
- 2018 – 4. miejsce w Poznaniu
- 2019 – 5. miejsce w Poznaniu
- 2020 – 3. miejsce w Poznaniu
- 2021 – 3. miejsce w Poznaniu

## Pedagodzy
- Wojciech Bąk
- Antoni Bronikowski
- Hipolit Cegielski
- Robert Enger
- Julius Hammling
- Robert Hassencamp
- Antoni Jerzykowski
- Czesław Latawiec
- Ferdynand Marten
- Jan Baptysta Motty
- Marceli Motty
- Fritz Pfuhl – twórca pierwszego w Niemczech szkolnego ogrodu botanicznego przy Liceum
- Antoni Popliński
- Julius August Schönborn
- Zofia Suchcitzowa
- dr Kazimierz Szulc – pedagog, projektodawca i współzałożyciel Poznańskiego Towarzystwa Przyjaciół Nauk, publicysta, organizator powstania styczniowego
- August Wannowski
- Leon Wituski[28]

## Absolwenci
- Stanisław Staszic (1755–1826) – pisarz polityczny, geolog, pionier spółdzielczości, filozof[34]
- Józef Hoene-Wroński (1776–1853) – matematyk, fizyk, filozof, ekonomista i prawnik[35][36]
- ks. abp Leon Przyłuski (1789–1865) – arcybiskup poznańsko-gnieźnieński i prymas Polski 1845–1865[37]
- Ignacy Prądzyński (1792–1850) – dowódca wojsk polskich w bitwie pod Iganiami[37]
- Paweł Edmund Strzelecki (1797–1873) – (przyjęty do klasy V, następnie naukę pobierał w szkole pijarów); uczestnik powstania listopadowego; badacz Australii i Tasmanii[37]
- Karol Marcinkowski (1800–1846) – chirurg i ginekolog; uczestnik powstania listopadowego, więzień polityczny, filantrop, współtwórca pracy organicznej[37]
- Gustaw Potworowski (1800–1860) – działacz polityczny i gospodarczy[37]
- Jan Wilhelm Cassius – pastor kalwiński, wybitny działacz społeczny i patriotyczny Wielkopolski pierwszej poł. XIX wieku[38]
- Jan Konstanty Żupański (1804–1883) – tłumacz z języka niemieckiego dzieł ekonomicznych, księgarz, wydawca, działacz kulturalny[37]
- Ludwik Gąsiorowski (1807–1863) – lekarz i historyk medycyny[37]
- dr Karol Libelt (1807–1875) – filozof, naukowiec i publicysta; uczestnik powstania listopadowego, działacz niepodległościowy; przywódca polityczny[37]
- Teodor Teofil Matecki (1810–1886) – lekarz, działacz społeczny, członek PTPN, inicjator wystawienia pomnika Mickiewicza w Poznaniu[37]
- dr Hipolit Cegielski (1813–1868) – filozof, nauczyciel; wydawca, przywódca polityczny, działacz społeczny, przemysłowiec[37]
- Aleksander Guttry (1813–1891) – polski działacz polityczny, przedstawiciel liberalnego ziemiaństwa, członek Zarządu Centralnego Towarzystwa Gospodarczego dla Wielkiego Księstwa Poznańskiego
- Piotr Kobyliński (1814–1896) – polski ksiądz katolicki, prałat kolegiaty kaliskiej, uczestnik powstania styczniowego, działacz społeczny i niepodległościowy, tłumacz, publicysta, archeolog, historyk Kościoła i liturgii, regionalista
- Robert Remak (1815–1865) – histolog (odkrywca włókien Remaka), współtwórca embriologii i nowoczesnej elektroterapii[37]
- Maksymilian Jackowski (1815–1905) – (odszedł w klasie IV); działacz społeczny i gospodarczy, propagator pracy organicznej[37]
- Witold Milewski (1817–1889) – matematyk, fizyk, pedagog
- dr Marceli Motty (1818–1898) – filozof; nauczyciel, działacz społeczny, pisarz[37]
- Władysław Niegolewski (1819–1885) – współorganizator nieudanego ataku na Cytadelę w Poznaniu w 1846 r.; działacz społeczny i polityczny, zasłużony w walce o obronę języka i religii w zaborze pruskim[37]
- prof. Antoni Małecki (1821–1913) – filolog klasyczny, historyk literatury, mediewista, językoznawca, heraldyk, dramaturg, rektor Uniwersytetu Lwowskiego 1872–1873; poseł na sejm krajowy galicyjski, dożywotni członek austriackiej Izby Panów od 1881 r.
- Felicjan Sypniewski (1822–1877) – przyrodoznawca, entomolog, botanik
- Edmund Taczanowski (1822–1879) – generał, uczestnik walk niepodległościowych, dowódca powstańczy w czasie powstania styczniowego[37]
- Henryk Szuman (1822–1910) – działacz społeczny i polityczny, prawnik
- Leon Wegner (1824–1873) – ekonomista, historyk, jeden z twórców Poznańskiego Towarzystwa Przyjaciół Nauk[37]
- Kazimierz Kantak (1824–1886) – więzień polityczny, zwolniony po procesie berlińskim w 1847 r.; uczestnik powstania wielkopolskiego, poseł Sejmu Pruskiego[37]
- ks. abp Józef Cybichowski (1828–1887) – biskup gnieźnieński 1867 i poznański 1868, więziony 1875–1877, bronił polskich praw narodowych[37]
- Kazimierz Jarochowski (1828–1888) – historyk, publicysta „Dziennika Poznańskiego”, współzałożyciel Poznańskiego Towarzystwa Przyjaciół Nauk; poseł Sejmu Pruskiego[37]
- Jan Kanty Działyński (1829–1880) – uczestnik powstania wielkopolskiego; działacz społeczny, gospodarczy i naukowy[37][39]
- ks. Augustyn Szamarzewski (1832–1891) – więzień polityczny, działacz gospodarczy i społeczny, obrońca języka ojczystego[37]
- Kazimierz Chłapowski (1832–1916) – działacz społeczny; członek Izby Panów Parlamentu Rzeszy[37]
- Edward Likowski (1836–1915) – arcybiskup poznańsko-gnieźnieński i prymas Polski 1914–1915[37]
- Gustaw Rzeźniewski (1836–1883) – ksiądz katolicki, działacz patriotyczny
- Ludwik Jażdżewski (1838–1911) – ksiądz katolicki, teolog i polityk mniejszości polskiej w Cesarstwie Niemieckim
- prof. Józef Rivoli (1838–1926) – doktor h. c. nauk leśnych, profesor geografii leśnictwa i ogólnej hodowli lasu Uniwersytetu Poznańskiego[37]
- dr Roman Szymański (1840–1908) – filozof; działacz polityczny, powstaniec styczniowy, publicysta, redaktor „Orędownika”[37]
- ks. abp Florian Stablewski (1841–1906) – arcybiskup poznańsko-gnieźnieński i prymas Polski 1891–1906, poseł Sejmu Pruskiego[37]
- Stanisław Sławski (1841–1913) – prawnik i powstaniec styczniowy
- Ludwik Mizerski (1843–1923) – prawnik, prezes Koła polskiego w sejmie pruskim, syndyk konsystorza arcybiskupiego w Poznaniu, literat[6]
- Józef Kościelski (1845–1911) – poeta i dramaturg, poseł sejmu pruskiego i Parlamentu Rzeszy, działacz społeczny i kulturalny (maturę zdał w Braniewie)[37]
- dr Zygmunt Celichowski (1845–1923) – działacz społeczny, bibliotekarz, historyk, wydawca[37]
- Roman May (1846–1887) – chemik, nauczyciel, działacz społeczny, przemysłowiec[37]
- Stanisław Jerzykowski (1847–1927) – lekarz, działacz społeczny, współzałożyciel Towarzystwa Czytelni Ludowych[37]
- prof. Kazimierz Morawski (1852–1925) – filolog klasyczny, historyk, rektor Uniwersytetu Jagiellońskiego 1906−1907, prezes Polskiej Akademii Umiejętności 1918–1925, kandydat na prezydenta RP w 1922 r.[37]
- Bolesław Kapuściński (1850–1921) – lekarz, działacz Poznańskiego Towarzystwa Przyjaciół Nauk, współzałożyciel i wieloletni skarbnik Towarzystwa Czytelni Ludowych.
- prof. Antoni Danysz (1853–1925) – historyk kultury, teoretyk wychowania, profesor Uniwersytetu Poznańskiego[37]
- dr Władysław Witkowski (1854–1927) – lekarz, działacz społeczny i kulturalny w Ostrowie Wlkp.[37]
- Wojciech Bartecki (1855–1919) – polski działacz narodowy w zaborze pruskim, adwokat i notariusz.
- Ludwik Zachariasz Cichowicz (1857–1940) – prawnik, adwokat, notariusz
- ks. Wincenty Głębocki (1858–1903) – pedagog[37]
- prof. Bronisław Dembiński (1858–1939) – poseł na Sejm w Wiedniu, poseł do Sejmu Ustawodawczego 1919–1922; wiceminister w Ministerstwie Wyznań Religijnych i Oświecenia Publicznego 1918–1920[37][28]
- Jan Kasprowicz (1860–1926) – wybitny poeta, dramaturg, tłumacz, krytyk literacki i teatralny[37]
- Wojciech Trąmpczyński (1860–1952) – adwokat, obrońca Polaków w procesach politycznych w zaborze pruskim; poseł Sejmu Pruskiego i Parlamentu Rzeszy, marszałek Sejmu Ustawodawczego 1919–1922, marszałek Senatu 1922–1928, poseł na Sejm 1928–1935 z ramienia Związku Narodowego[37][39]
- prof. Stanisław Trzebiński (1861–1930) – polski lekarz, historyk i filozof medycyny.
- August Adolf Cieszkowski (1861–1932) – ziemianin, mecenas nauki, senator II RP.
- Bernard Chrzanowski (1861–1944) – adwokat; działacz społeczny, kurator szkolny, prezes Związku Sokołów Wielkopolskich; poseł Parlamentu Rzeszy; senator RP 1935–1939[37][39]
- dr Bolesław Krysiewicz (1862–1932) – lekarz i społecznik, organizator szpitala dziecięcego w Poznaniu (obecnie jego imienia)[37]
- prof. Stefan Tadeusz Studniarski (1868–1942) – inżynier leśnik, nadleśniczy, profesor Uniwersytetu Poznańskiego, ofiara niemieckich wysiedleń podczas II wojny światowej[40]
- ks. dr Jan Władysław Hozakowski – biblista, historyk, działacz polityczny
- Witold Leitgeber (1870–1903) – wydawca, księgarz, pisarz[37]
- ks. bp Stanisław Okoniewski (1870–1944) – biskup chełmiński 1926–1944[37]
- Roger Sławski (1871–1963) – architekt[37]
- Franciszek Hutten-Czapski (1873–1953) – ziemianin, pierwszy starosta wrzesiński w odrodzonej Polsce (1918–1921)
- Kazimierz Ruciński (1873–1945) – polski architekt
- Kazimierz Filip Wize 1873–1953 – polski lekarz psychiatra, filozof i filozof medycyny, botanik, entomolog, poeta i tłumacz.
- dr Witold Celichowski (1874–1944) – adwokat, działacz polityczny[37][39]
- Albert Steuer (1874–1967) – ostatni niemiecki kanonik poznańskiej kapituły katedralnej
- Bogusław Dobrzycki (1875–1948) – inżynier i menadżer kolejowy
- Jarogniew Drwęski (1875–1921) – adwokat, obrońca w procesach Michała Drzymały i nauczycieli wrzesińskich, działacz patriotyczny, pierwszy polski prezydent Poznania 1919–1921[37][39]
- Cyryl Ratajski (1875–1942) – prezydent Poznania 1922–1934 i 1939, minister spraw wewnętrznych 1924–1925, podczas II wojny światowej delegat Rządu Emigracyjnego na Kraj[37][28][39]
- Witold Hedinger (1876–1932) – polski inżynier, przemysłowiec, działacz społeczny i gospodarczy, konsul honorowy Szwecji, radny i przewodniczący Rady Miejskiej Poznania, senator II kadencji w II RP z ramienia Związku Ludowo-Narodowego[41]
- prof. Jan Władysław Studniarski (1876–1946) – elektrotechnik, dyrektor elektrowni miejskiej w Tarnowie, prof. zw., rektor AGH, wiceprezydent Poznania, ofiara Sonderaktion Krakau[40]
- Wacław Suchowiak (1876–1950) – inżynier mechanik
- Mieczysław Meissner (1877–1938) – ksiądz katolicki, społecznik
- Michał Sobeski (1877–1939) – współtwórca i profesor Uniwersytetu Poznańskiego[37]
- bł. ks. Narcyz Putz (1877–1942) – Błogosławiony Męczennik Kościoła – 1 ze 108 Błogosławionych Męczenników II wojny światowej[37]
- Kazimierz Cwojdziński (1878–1948) – matematyk, profesor Szkoły Inżynierskiej w Poznaniu[37]
- Bolesław Knast (1879–1939) – kupiec i społecznik, poseł na Sejm RP
- Andrzej Kopa (1879–1956) – podpułkownik artylerii Wojska Polskiego, kawaler Orderu Virtuti Militari, działacz niepodległościowy i społeczny, rolnik, jeden z organizatorów powstania wielkopolskiego, uczestnik wojny polsko-bolszewickiej.
- Antoni Banaszak (1881–1932) – prawnik, organizator polskiego sądownictwa w Wielkopolsce po I wojnie światowej[37]
- Stanisław Sławski (1881–1943) – prawnik i powstaniec wielkopolski
- Kazimierz Boening (1882–1939) – ziemianin, przedsiębiorca, adwokat, polityk i ofiara terroru hitlerowskiego
- Leon Preibisz (1882–1951) – historyk sztuki, prawnik
- ks. bp Karol Radoński (1883–1951) – biskup włocławski 1928–1951[37][28]
- Alfred F.S. Meissner (1883–1952) – chirurg-stomatolog
- ks. bp Tadeusz Paweł Zakrzewski (1883–1961) – biskup pomocniczy diecezji łomżyńskiej 1938–1946, biskup ordynariusz diecezji płockiej 1946–1961[37]
- Bolesław Marchlewski – prawnik, dziennikarz, społecznik, narodowiec
- Kazimierz Ulatowski (1884–1975) – architekt i historyk architektury, naczelnik Wydziału Szkół Zawodowych, szef Departamentu Sztuki i Kultury w Ministerstwie byłej Dzielnicy Pruskiej, dyrektor Państwowej Szkoły Przemysłu Artystycznego w Bydgoszczy, radca budowlany w Magistracie toruńskim i naczelnik Wydziału Kultury i Oświaty Zarządu Miejskiego w Toruniu, docent Politechniki Poznańskiej.
- dr Stanisław Celichowski (1885–1947) – adwokat; działacz polityczny[37]
- ks. Julian Wilkans (1886–1942) – dziekan Okręgu Korpusu Nr VII Wojska Polskiego[42]
- Jerzy Cegielski (1887–1940) – podpułkownik artylerii Wojska Polskiego, kawaler Virtuti Militari
- dr Józef Tuchołka (1887–1985) – inżynier górnik, dyrektor górniczy, doktor nauk technicznych, działacz gospodarczy, wykładowca akademicki
- Franciszek Unrug (1887–1945) – ziemianin, członek komendy Okręgu Poznań Armii Krajowej, szef organizacji Uprawa i Kierownictwa Walki Cywilnej dla ziem wcielonych do Rzeszy[43]
- Jan Kaczmarek (1894–1981) – pułkownik łączności Wojska Polskiego
- Kazimierz Starkowski (1895–1940) – porucznik łączności rezerwy Wojska Polskiego, adwokat, tenisista, działacz sportowy, ofiara zbrodni katyńskiej.
- prof. Wiktor Dega (1896–1995) – doktor nauk medycznych, ortopeda, ekspert WHO w zakresie readaptacji[37]
- Jerzy Wojciech Rychłowski (1897–1929) – major dyplomowany pilot-obserwator Wojska Polskiego, dyrektor nauk „Szkoły Orląt” w Dęblinie
- prof. Janusz Zeyland (1897–1944) – lekarz ftyzjatra, organizator Centralnego Biura Gruźlicy i pierwszego w Polsce oddziału leczenia dziecięcej gruźlicy płuc[37]
- inż. Antoni Palluth (1900–1944) – radiotechnik, kryptolog, inżynier, współuczestnik rozwiązania niemieckiego szyfru Enigma i konstruktor urządzeń szyfrujących.
- Felicjan Cieszkowski-Dembiński (1901–1981) – profesor w dziedzinie rolnictwa, agrotechnik, botanik, hodowca roślin, ekonomista.
- Wacław Taranczewski (1903–1987) – artysta malarz[37]
- Henryk Kompf (1905–1979) – laryngolog, doktor medycyny
- Feliks Krawiec (1906–1939) – botanik, znawca roślin zarodnikowych, działcz na rzecz ochrony przyrody[37]
- Henryk Zygalski (1906–1978) – matematyk, kryptolog, łamacz kodu Enigmy[37]
- Kazimierz Malinowski (1907–1977) – profesor nauk humanistycznych, muzeolog. W latach 1948–1956 i 1966–1977 dyrektor Muzeum Narodowego w Poznaniu
- Przemysław Warmiński (1908–1939) – tenisista i hokeista[37]
- Lech Karol Neyman (1908–1948) – adwokat, kapitan Narodowych Sił Zbrojnych, tzw. żołnierz wyklęty.
- ks. Tadeusz Kirschke (1908–1996) – kapelan wychodźstwa polskiego we Francji, Niemczech i Anglii; więzień hitlerowskich obozów koncentracyjnych; kapelan Radia Wolna Europa[37]
- Stanisław Sroka (1909–1967) – prezydent Poznania 1945–1948, organizator pierwszych po wojnie Międzynarodowych Targów Poznańskich, minister gospodarki komunalnej[37][39]
- prof. Michał Sczaniecki (1910–1977) – prawnik, profesor prawa UAM specjalizujący się w historii państwa i prawa, dyrektor Instytutu Zachodniego.
- prof. Witalis Ludwiczak (1910–1988) – hokeista, olimpijczyk z Lake Placid 1932 i Garmisch-Partenkirchen 1936; sędzia sądów powszechnych, profesor prawa UAM w Poznaniu i Uniwersytetu w Genewie[37][4]
- Jerzy Waldorff (1910–1999) – pisarz, publicysta, krytyk muzyczny i działacz społeczny – założyciel Społecznego Komitetu Opieki na rzecz Ochrony Starych Powązek (maturę zdał w Gimnazjum im. Karola Marcinkowskiego w Poznaniu)[37]
- Witold Kochański (1911–1992) – filolog polski, znawca i popularyzator kultury serbołużyckiej, filozof, pedagog[37]
- ks. kard. Adam Kozłowiecki (1911–2007) – misjonarz w Zambii, pierwszy arcybiskup metropolita Lusaki 1959–1969, przewodniczący Papieskich Dzieł Misyjnych w Zambii 1970–1991 uczestnik soboru watykańskiego II i sesji Światowego Synodu Biskupów w Watykanie, kardynał od 1998 r.[37]
- Adam Niebieszczański (1911–2007) – adwokat, działacz narodowy i emigracyjny, pisarz i publicysta[44]
- Leon Marszałek (1912–1996) – działacz ZHP, ostatni komendant Szarych Szeregów; naczelny redaktor wielu wydawnictw, zwłaszcza encyklopedycznych i słowników[37]
- dr Karol Hoffmann (1913–1971) – lekkoatleta, skoczek w dal, wzwyż i trójskoczek, 8-krotny mistrz Polski, olimpijczyk z Berlina 1936; propagator porannej gimnastyki w Polskim Radiu[37]
- prof. Olech Szczepski (1914–1980) – lekarz pediatra, rektor poznańskiej Akademii Medycznej w latach 1962–1964, dyrektor Instytutu Pediatrii w Poznaniu
- ks. Wacław Eborowicz (1915–1994) – polski duchowny katolicki, filolog, patrolog, profesor seminarium w Pelplinie[37]
- Jerzy Klinger (1918–1976) – prawosławny duchowny, teolog, prorektor Chrześcijańskiej Akademii Teologicznej w Warszawie
- o. Marian Żelazek SVD (1918–2006) – misjonarz i organizator ośrodka opieki nad trędowatymi w Indiach, kandydat do Pokojowej Nagrody Nobla w 2002 r.[37]
- prof. inż. dypl. Jerzy Doerffer (1918–2006) – rektor Politechniki Gdańskiej 1981–1984; specjalista w dziedzinie budowy okrętów, pięciokrotny doctor honoris causa uczelni technicznych[37]
- ks. prałat prof. Marian Wolniewicz (1919–2005) – teolog, biblista, tłumacz biblijny, wykładowca Akademii Teologii Katolickiej w Warszawie, kapelan honorowy papieski[37]
- Włodzimierz Wołowski (1920–1992) – kapral podchorąży Armii Krajowej i Polskiej Armii Ludowej, kawaler Krzyża Srebrnego Orderu Wojennego Virtuti Militari
- prof. Stefan Stuligrosz (1920–2012) – (maturę zdał w Gimnazjum im. Karola Marcinkowskiego w Poznaniu); rektor Akademii Muzycznej w Poznaniu, dyrygent Poznańskich Słowików[37]
- prof. Czesław Jackowiak (1923–1994) – specjalista w dziedzinie prawa pracy; rektor Uniwersytetu Gdańskiego 1987–1990[37]
- ks. abp Marian Przykucki (1924–2009) – biskup ordynariusz diecezji chełmińskiej 1981–1992, arcybiskup-metropolita diecezji szczecińsko-kamieńskiej 1992–1999[37]
- Zbigniew Bartkowiak (1924–2010) – doktor nauk medycznych, pediatra, epidemiolog, pedagog oraz popularyzator higieny i medycyny szkolnej
- ks. kan. prof. Aleksander Bystry (1925–2003) – wykładowca Papieskiego Wydziału Teologicznego w Poznaniu, publicysta katolicki, wieloletni kapelan sióstr serafitek[37]
- Zbigniew Pędziński (1928–1967) – krytyk literacki, publicysta, pracownik naukowy Instytutu Badań Literackich
- Lech Domeracki (1929–2020) – polityk, sędzia, minister sprawiedliwości 1983−1988[37][39]
- prof. Wojciech Łączkowski (1933–2023) – (maturę zdał w Liceum im. Paderewskiego), prawnik, profesor nauk prawnych, sędzia Trybunału Konstytucyjnego (1989–1998), Przewodniczący Państwowej Komisji Wyborczej (1994–1998), Członek Rady Polityki Pieniężnej (1998–2004)[45]
- Tomasz Sójka (ur. 1975) – prawnik, specjalista w zakresie prawa cywilnego, prawa spółek i rynku kapitałowego, profesor nadzwyczajny UAM
- ks. dr Jan Słowiński (ur. 1977) – polski duchowny katolicki, doktor prawa kanonicznego, wykładowca Wydziału Teologicznego Uniwersytetu im. Adama Mickiewicza w Poznaniu, kapelan Delegatury Wielkopolskiej Związku Polskich Kawalerów Maltańskich, konsultator Rady Prawnej Konferencji Episkopatu Polski[46]
- Honza Zamojski (ur. 1981) – artysta współczesny, kurator i wydawca, autor rysunków, instalacji i filmów wideo[47]
- Emilia Kiereś (ur. 1981) – autorka, tłumaczka oraz ilustratorka książek dla dzieci i młodzieży
- Bartosz Frąckowiak (ur. 1982) – reżyser teatralny, dramaturg, wicedyrektor Teatru Polskiego w Bydgoszczy
- Malina Prześluga (ur. 1983) – dramatopisarka, dramaturg Teatru Animacji w Poznaniu
- Wojciech Piątek (ur. 1983) – prawnik, profesor nauk prawnych[48]
- ks. dr Jan Frąckowiak (ur. 1984) – duchowny rzymskokatolicki, doktor teologii dogmatycznej, kanonik gremialny, sekretarz arcybiskupa metropolity poznańskiego Stanisława Gądeckiego w latach 2016–2021, rektor Arcybiskupiego Seminarium Duchownego w Poznaniu od 2021
- Artur Marciniak (ur. 1987) – piłkarz, uczestnik Mistrzostw Europy U-19 w 2006 i Mistrzostw Świata U-20 w 2007

## Nagrody i odznaczenia
- Krzyż Kawalerski Orderu Odrodzenia Polski (1939)
- Zasłużony dla Miasta Poznania (2003)
- Odznaka Honorowa „Za zasługi dla województwa wielkopolskiego” (2003)
- Statuetka Hipolita Cegielskiego „za wysoką jakość kształcenia i wychowania, w hołdzie Jej założycielom i pedagogom” (2009)